# Senza nuvole
Senza nuvole è il primo album in studio della cantante italiana Alessandra Amoroso, pubblicato il 25 settembre 2009 dalla Columbia.

## Descrizione
L'ufficializzazione della pubblicazione del disco risale al 31 luglio 2009. Il disco è composto da dieci tracce registrate nell'estate 2009 implementabili con un'undicesima traccia scaricando l'album da iTunes. Oltre alla versione normale, è possibile acquistare un'edizione limitata dell'album con un DVD, intitolato Una giornata con Alessandra. Inoltre, anche per chi acquista la versione con soltanto il cd, è possibile iscriversi all'opendisc e avere così accesso ad una serie di contenuti speciali, artwork, fotografie e notizie in anteprima. Inoltre, gli iscritti all'opendisc hanno potuto partecipare ad un concorso per ottenere un posto allo showcase di Milano, dove Alessandra ha presentato l'album il giorno 8 ottobre.
A partire da giovedì 17 settembre, le canzoni di Senza nuvole possono essere ascoltate grazie ad una iniziativa di Mtv, che pubblica quotidianamente le canzoni dell'album sul proprio sito. Dal giorno 24 settembre tutto l'album è in streaming sullo stesso sito.
Il secondo singolo estratto dall'album è la title track Senza nuvole.
Il 22 gennaio 2010 viene estratto dall'album il terzo singolo, Mi sei venuto a cercare tu.
Il 2 aprile 2010 viene estratto dall'album il quarto singolo, Arrivi tu.

## Tracce
1. Estranei a partire da ieri – 4:04 (Federica Camba, Daniele Coro)
2. Senza nuvole – 3:43 (Federica Camba, Daniele Coro)
3. Mi sei venuto a cercare tu – 4:05 (testo: Marco Ciappelli, Diego Calvetti – musica: Diego Calvetti)
4. Ama chi ti vuole bene – 3:49 (Federica Camba, Daniele Coro)
5. L'amore non è un gioco – 3:49 (Saverio Grandi)
6. Segreto – 4:03 (testo: Andrea Bonomo – musica: Luca Chiaravalli)
7. Arrivi tu – 3:40 (Federica Camba, Daniele Coro)
8. Bellissimo – 3:47 (Cesare Chiodo, Emiliano Cecere)
9. Il cielo può attendere – 4:31 (testo: Mirko Tommasi – musica: Enrico Spagnolo, Giuseppe Beghini)
10. Che peccato – 4:23 (testo: Orsola Branzi – musica: Emiliano Pepe)

Traccia bonus dell'edizione iTunes
1. Bellissimo (Acoustic Version) – 3:47 (Cesare Chiodo e Emiliano Cecere)

## Successo commerciale
L'album debutta alla posizione numero uno nella classifica FIMI, posizione in cui resta per quattro settimane consecutive.
Il 6 ottobre Senza nuvole conquista il primo disco di platino, che viene consegnato da Rudy Zerbi nella puntata di Amici di Maria De Filippi sabato 10 ottobre, andata in onda lunedì 12 ottobre.
È il dodicesimo album più venduto del 2009, mentre risulta essere il decimo album più venduto della prima metà del 2010. Nella classifica dei 15 album più venduti dal 2009 ad oggi si piazza al 10º posto e il quindicesimo del 2010. A settembre 2010 la FIMI pubblica le certificazioni a partire dal 1º gennaio 2009 fino alla fine di agosto: Senza nuvole, uscito soltanto a settembre 2009 risulta essere il settimo album più venduto.
Il 10 dicembre l'album conquista il secondo disco di platino con 140 000 copie vendute; successivamente l'album, superando le 180 000 copie, viene certificato triplo disco di platino. Successivamente viene certificato quadruplo disco di platino con oltre 200 000 copie vendute.

## Formazione
- Alessandra Amoroso – voce
- Roberto Bassi – tastiera, pianoforte e programmazione
- Luca Chiaravalli – tastiera e programmazione
- Simone Papi – tastiera, organo Hammond e pianoforte
- Adriano Pennino – tastiera e pianoforte
- Cesare Chiodo – chitarra elettrica, basso
- Maurizio Fiordiliso – chitarra
- Giorgio Secco – chitarra acustica ed elettrica
- Alfredo Golino, Diego Corradin – batteria
- Fabrizio Palma, Rossella Ruini, Federica Camba – cori

## Il DVD,Una Giornata con Alessandra(ristampa)
Oltre alla versione solo cd, viene pubblicata una versione limitata contenente anche un DVD. Questo DVD, intitolato Una giornata con Alessandra, permette di passare virtualmente una giornata con l'artista dell'album, appunto.
Oltre al videoclip di Stupida, sono presenti dei video backstage sul set di servizi fotografici, i backstage del concerto tenuto a Bari per Radionorba Battili Live, video in studio di registrazione ed un'intervista racconto “Alessandra intervista Alessandra”, in cui la stessa Alessandra cerca di farsi conoscere meglio ai propri fans. Inoltre, sono presenti anche una serie di filmati assolutamente esclusivi dedicati ai fan.

## Classifiche

### Classifiche settimanali
| Classifica (2009) | Posizione massima |
| ----------------- | ----------------- |
| Italia            | 1                 |
| Svizzera          | 63                |

### Classifiche di fine anno
| Classifica (2009) | Posizione |
| ----------------- | --------- |
| Italia            | 12        |
| Classifica (2010) | Posizione |
| Italia            | 15        |

## Senza nuvole Live Tour
Dal gennaio 2010 inizia il Senza nuvole Live Tour. Il tour finisce il 13 marzo 2010 a Padova.

### Date

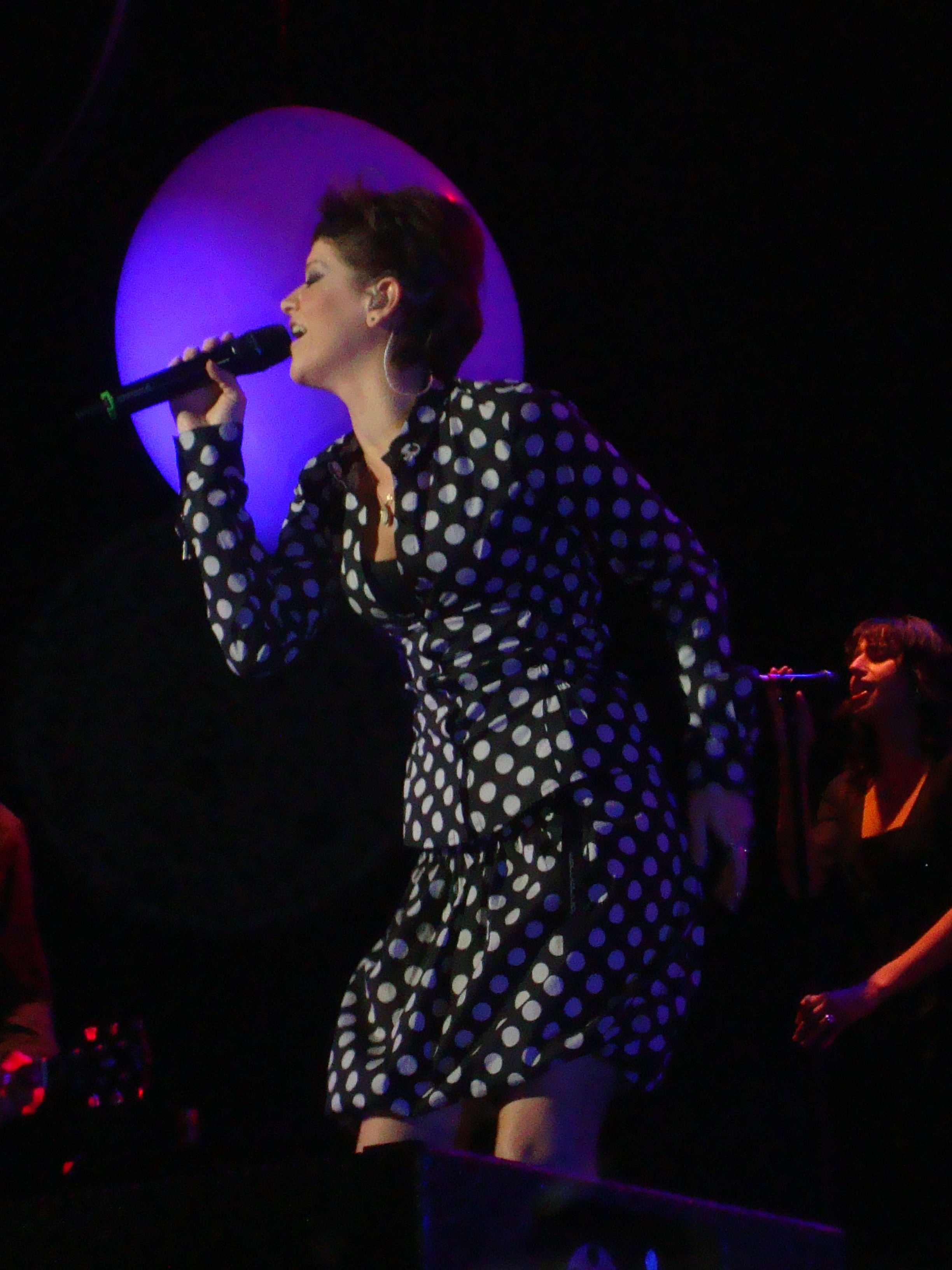
Alessandra Amoroso in una tappa del Senza Nuvole Live Tour.

| Data             | Città             | Sede                    |
| ---------------- | ----------------- | ----------------------- |
| 21 gennaio 2010  | Lecce             | Palasport               |
| 22 gennaio 2010  | Bari              | Teatro Team             |
| 23 gennaio 2010  | Roma              | Gran Teatro             |
| 24 gennaio 2010  | Arezzo            | Centro Congressi        |
| 29 gennaio 2010  | Firenze           | Teatro Saschall         |
| 30 gennaio 2010  | Montecatini Terme | Teatro Verdi            |
| 30 gennaio 2010  | Lucca             | UHB                     |
| 31 gennaio 2010  | Cesena            | Teatro Carisport        |
| 4 febbraio 2010  | Montesilvano      | Palasport               |
| 7 febbraio 2010  | Palermo           | Teatro Dante            |
| 8 febbraio 2010  | Vittoria          | Teatro Vittoria Colonne |
| 9 febbraio 2010  | Catania           | Teatro Metropolitan     |
| 10 febbraio 2010 | Cosenza           | Teatro Rendano          |
| 12 febbraio 2010 | Pordenone         | Palasport               |
| 13 febbraio 2010 | Bussolengo        | Teatro Tenda            |
| 20 febbraio 2010 | Milano            | Teatro Smeraldo         |
| 21 febbraio 2010 | Milano            | Teatro Smeraldo         |
| 22 febbraio 2010 | Bergamo           | Teatro Creberg          |
| 27 febbraio 2010 | Napoli            | Casa della Musica       |
| 28 febbraio 2010 | Andria            | Palasport               |
| 1º marzo 2010    | Fermo             | Palasport               |
| 3 marzo 2010     | Genova            | Vaillant Palace         |
| 4 marzo 2010     | Torino            | Teatro Colosseo         |
| 5 marzo 2010     | Pavia             | PalaRavizza             |
| 6 marzo 2010     | Piacenza          | Teatro Politeama        |
| 8 marzo 2010     | Bologna           | Teatro Europa           |
| 9 marzo 2010     | Trieste           | Teatro Rossetti         |
| 10 marzo 2010    | Trento            | Auditorium Santa Chiara |
| 11 marzo 2010    | Brescia           | PalaBrescia             |
| 13 marzo 2010    | Padova            | PalaFabris              |

### Scaletta
1. Segreto
2. Ama chi ti vuole bene
3. Mi sei venuto a cercare tu
4. Splendida follia
5. X ora, x un po'
6. Il cielo può attendere
7. Bellissimo
8. Da qui
9. Arrivi tu
10. Stella incantevole
11. Find a Way
12. If I Ain't Got You (cover di Alicia Keys)
13. Respect (cover di Aretha Franklin)
14. Chain of Fools (cover di Aretha Franklin)
15. Almeno tu nell'universo (cover di Mia Martini)
16. L'amore non è un gioco
17. Estranei a partire da ieri
18. Senza nuvole
19. Immobile
20. Stupida

### Band
| Musicista                            | Strumento                      |
| ------------------------------------ | ------------------------------ |
| Simone Papi                          | Direttore musicale             |
| Giacomo Castellano o David Pieralisi | chitarra acustica ed elettrica |
| Alessandro Magnalasche               | chitarra acustica ed elettrica |
| Simone Papi o Roberto Bassi          | Pianoforte                     |
| David Pecchioli                      | Batteria                       |
| Ronny Aglietti                       | Basso elettrico                |
| Luciana Vaona                        | Vocalist                       |

## Un'estate senza nuvole Live Tour
Il 4 luglio 2010 inizia l'Un'estate senza nuvole Live Tour, che porta Alessandra in tour per tutta l'estate 2010, a partire dal 4 luglio fino al 12 settembre. La band rimane la stessa del Senza Nuvole Live Tour.

### Date
| Data              | Città                | Sede                     |
| ----------------- | -------------------- | ------------------------ |
| 4 luglio 2010     | Noci                 | Foro Boario              |
| 5 luglio 2010     | Margherita di Savoia | Saline                   |
| 8 luglio 2010     | Lecce                | Piazza Libertini         |
| 15 luglio 2010    | Trivero              | Piazza del Mercato       |
| 17 luglio 2010    | Cervia               | Piazza Garibaldi         |
| 18 luglio 2010    | Mantova              | Palazzo Te               |
| 22 luglio 2010    | Afragola             | Campo sportivo           |
| 23 luglio 2010    | Ostia antica         | Teatro romano            |
| 27 luglio 2010    | Catanzaro            | Arena Grecia Antica      |
| 29 luglio 2010    | Grado                | Diga Nazario Sauro       |
| 30 luglio 2010    | Marsciano            | Musica per i Borghi      |
| 31 luglio 2010    | Chioggia             | Arena                    |
| 2 agosto 2010     | Cremona              | Arena Giardino           |
| 4 agosto 2010     | Piombino             | Piazza Bovio             |
| 5 agosto 2010     | Viareggio            | Cittadella del Carnevale |
| 7 agosto 2010     | Pontelandolfo        | Piazza Roma              |
| 28 agosto 2010    | Palermo              | Teatro di Verdura        |
| 29 agosto 2010    | Taormina             | Teatro Greco             |
| 1º settembre 2010 | Lanusei              | Teatro Tonio Dei         |
| 3 settembre 2010  | Cagliari             | Anfiteatro Romano        |
| 4 settembre 2010  | Alghero              | Anfiteatro Giuni Russo   |
| 12 settembre 2010 | Carpi                | Piazza Martiri           |

### Scaletta
1. Arrivi tu
2. Ama chi ti vuole bene
3. Il cielo può attendere
4. L'amore non è un gioco
5. X ora, x un po'
6. Segreto
7. Stella incantevole
8. Mi sei venuto a cercare tu
9. Medley:
  1. Bellissimo
  2. Splendida follia
  3. Da qui
10. Find a way
11. Think (cover di Aretha Franklin)
12. The Boss (cover di Diana Ross)
13. Reach out (cover)
14. I'll be there (cover di Gloria Gaynor)
15. Respect (cover di Aretha Franklin)
16. Chain of Fools (cover di Aretha Franklin)
17. Almeno tu nell'universo (cover di Mia Martini)
18. Senza nuvole
19. Stupida
20. Estranei a partire da ieri
21. Immobile
22. La mia storia con te*

* Questo brano viene inserito in scaletta a partire dalla tappa di Cagliari.

### Band
| Musicista                            | Strumento                       |
| ------------------------------------ | ------------------------------- |
| Simone Papi                          | Direttore musicale              |
| Giacomo Castellano o David Pieralisi | Chitarre elettriche e acustiche |
| Alessandro Magnalasche               | Chitarre elettriche e acustiche |
| Simone Papi o Roberto Bassi          | Pianoforte                      |
| David Pecchioli                      | Batteria                        |
| Ronny Aglietti                       | Basso elettrico                 |
| Luciana Vaona                        | Vocalist                        |